# Снина
Снина (на словашки: Snina) е град в източна Словакия, в Прешовски край. Административен център на окръг Снина. Според Статистическа служба на Словашката република към 31 декември 2021 г. селото има 19322 жители.
Разположено е на 216 m надморска височина, над река Цирохоу, на ок. 91 km източно от Прешов. Чрез Снина минава републикански път 74. Заема площ от 58,61 km².
Кметът на града е Стефан Миловчик.

## Побратимени градове
Побратимени градове на Снина:
- Кременчук, Украйна
- Леско, Полша
- Хуст, Украйна